# Výbor z listů Luciliovi
Výbor z listů Luciliovi je název knihy, obsahující překlad části sbírky dopisů, jejichž autorem je Lucius Annaeus Seneca.
Dopisy jsou adresovány Luciliu juniorovi a vznikly roku 63 a 64 našeho letopočtu. Z celkového počtu sto dvaceti čtyř dopisů je v knize obsaženo celkem šedesát pět dopisů.
Z latinského originálu Epistulae ad Lucilium vybral, přeložil, doslovem, poznámkami a seznamem vlastních jmen doplnil Bohumil Ryba.
Knihu vydalo Nakladatelství Svoboda v roce 1969 jako 4. svazek edice Antická knihovna.